# Discographie des Black Eyed Peas
La discographie du groupe américain The Black Eyed Peas se compose de sept albums studio, une compilation, deux EP, deux DVDs, plus de trente singles et plus de cinquante clips vidéo. 
L'album Behind the Front publié en 1998 par Interscope Records est le premier album studio du groupe. Bien que l'album reçoit des avis positifs dans les médias, il se place seulement à la 129e place aux États-Unis dans le Billboard 200 et à la 149e position en France. Deux ans plus tard, le groupe revient avec leur second opus, intitulé Bridging the Gap. Il se place à la 67e place aux États-Unis et atteint en Nouvelle-Zélande la 18e position.
En 2003, The Black Eyed Peas sort leur troisième album Elephunk qui inclut les singles Where Is the Love?, premier single international du groupe, Shut Up, Hey Mama et Let's Get It Started. L'album remporte un énorme succès. C'est aussi le premier album sur lequel la chanteuse Fergie collabore, elle se joint ensuite au groupe. L'album atteint la 1re position position en Australie ainsi qu'en Suisse et se place dans le top 10 de dix-sept classements musicaux à travers le monde. Le quatrième album studio Monkey Business sort en 2005 et se place à la première position dans de nombreux pays. L'album inclut les singles Don't Phunk with My Heart, Don't Lie, My Humps et Pump It.
The E.N.D., cinquième album studio du groupe sorti en 2009, inclut les singles Boom Boom Pow, I Gotta Feeling, Meet Me Halfway, Imma Be, Rock That Body ainsi que le titre Missing You. Cet album à tendance un peu plus électronique que les précédents devient leur premier album studio numéro un aux États-Unis. Il se place également à la première position en Australie, en Belgique, au Canada, en France, en Nouvelle-Zélande, au Portugal et au Royaume-Uni. The E.N.D. se vend à plus de 11 millions d'exemplaires à travers le monde. En 2010, The Black Eyed Peas sort leur sixième album studio, intitulé The Beginning. L'album inclut les trois singles, The Time (Dirty Bit), Just Can't Get Enough et Don't Stop the Party. Il se vend à 2,9 millions de copies à travers le monde.
Masters of the Sun Vol. 1 est le septième album des Black Eyed Peas. Il marque le départ de Fergie du groupe. L'album se concentre sur le genre hip hop comme au début de la carrière du groupe et contient les singles Ring the Alarm, Constant et Big Love. Malgré des accueils positifs,, l'album n'obtient pas le succès des albums précédents.
En 2020, les Black Eyed Peas sortent leur huitième album Translation. Cinq chansons de l'album sont à ce jour — en décembre 2020 — sorties en single : Ritmo (Bad Boys for Life), Mamacita, Feel the Beat, Vida loca et Girl Like Me. L'album mêle la musique latino et pop avec le hip hop.

## Albums

### Albums studio
| Titre                                                                    | Détails de l'album                                                                   | Meilleure position | Meilleure position | Meilleure position | Meilleure position | Meilleure position | Meilleure position | Meilleure position | Meilleure position | Meilleure position | Meilleure position | Certifications |
| Titre                                                                    | Détails de l'album                                                                   | ALL                | AUS                | AUT                | CAN                | É-U                | FRA                | N-Z                | P-B                | R-U                | SUI                | Certifications |
| ------------------------------------------------------------------------ | ------------------------------------------------------------------------------------ | ------------------ | ------------------ | ------------------ | ------------------ | ------------------ | ------------------ | ------------------ | ------------------ | ------------------ | ------------------ | --- |
| Behind the Front                                                         | - Sortie : 30 juin 1998 - Label : Interscope - Formats : LP, CD, cassette            | —                  | —                  | —                  | —                  | 129                | 149                | —                  | —                  | —                  | —                  | |
| Bridging the Gap                                                         | - Sortie : 26 septembre 2000 - Label : Interscope - Formats : LP, CD, cassette       | 82                 | 37                 | —                  | —                  | 67                 | —                  | 18                 | —                  | —                  | —                  | |
| Elephunk                                                                 | - Sortie : 24 juin 2003 - Labels : A&M, will.i.am - Formats : LP, CD, téléchargement | 6                  | 1                  | 3                  | 2                  | 14                 | 2                  | 2                  | 5                  | 3                  | 1                  | - ALL : Platine - AUS : 4 × Platine - AUT : Or - CAN : 7 × Platine - É-U : 2 × Platine - FRA : Platine - IRL : 2 × Platine - R-U : Platine - SUI : Platine                      |
| Monkey Business                                                          | - Sortie : 25 mai 2005 - Labels : A&M, will.i.am - Formats : LP, CD, téléchargement  | 1                  | 1                  | 2                  | 1                  | 2                  | 1                  | 1                  | 3                  | 4                  | 1                  | - ALL : Platine - AUS : 6 × Platine - AUT : Or - CAN : 6 × Platine - É-U : 3 × Platine - IRL : Platine - FRA : 2 × Or - R-U : 3 × Platine - SUI : 2 × Platine                   |
| The E.N.D.                                                               | - Sortie : 3 juin 2009 - Label : Interscope - Formats : LP, CD, téléchargement       | 2                  | 1                  | 5                  | 1                  | 1                  | 1                  | 1                  | 8                  | 3                  | 2                  | - ALL : 2 × Platine - AUS : 4 × Platine - CAN : 5 × Platine - É-U : 2 × Platine - IRL : 4 × Platine - FRA : Diamant - N-Z : 2 × Platine - R-U : 4 × Platine - SUI : 2 × Platine |
| The Beginning                                                            | - Sortie : 26 novembre 2010 - Label : Interscope - Formats : LP, CD, téléchargement  | 2                  | 6                  | 7                  | 2                  | 6                  | 1                  | 12                 | 34                 | 8                  | 3                  | - ALL : Or - AUS : Platine - AUT : Or - É-U : Or - FRA : Diamant - N-Z : Or - R-U : Platine - SUI : Platine                                                                     |
| Masters of the Sun Vol. 1                                                | - Sortie : 26 octobre 2018 - Label : Interscope - Formats : LP, CD, téléchargement   | —                  | —                  | —                  | —                  | —                  | 112                | —                  | —                  | —                  | 55                 | |
| Translation                                                              | - Sortie : 19 juin 2020 - Label : Epic - Formats : LP, CD, téléchargement, streaming | 57                 | —                  | 45                 | 8                  | 52                 | 13                 | —                  | 18                 | —                  | 11                 | - ITA : Or - FRA : Or |
| « — » indique que l'album studio n'est pas sorti ou classé dans le pays. |                                                                                      |                    |                    |                    |                    |                    |                    |                    |                    |                    |                    | |

### Compilations
| Titre                                  | Détails de l'album                                                          |
| -------------------------------------- | --------------------------------------------------------------------------- |
| iTunes Originals – The Black Eyed Peas | - Sortie : 20 septembre 2005 - Label : Interscope - Format : Téléchargement |

### EPs
| Titre                                                           | Détails de l'album                                                        |
| --------------------------------------------------------------- | ------------------------------------------------------------------------- |
| Renegotiations: The Remixes                                     | - Sortie : 21 mars 2006 - Label : Interscope - Format : Téléchargement    |
| The E.N.D. Summer 2010 Canadian Invasion Tour: Remix Collection | - Sortie : 27 juillet 2010 - Label : Interscope - Format : Téléchargement |

## Chansons

### Singles
| Titre                                                               | Année | Meilleure position | Meilleure position | Meilleure position | Meilleure position | Meilleure position | Meilleure position | Meilleure position | Meilleure position | Meilleure position | Meilleure position | Certifications | Album                     |
| Titre                                                               | Année | ALL                | AUS                | AUT                | CAN                | É-U                | FRA                | N-Z                | P-B                | R-U                | SUI                | Certifications | Album                     |
| ------------------------------------------------------------------- | ----- | ------------------ | ------------------ | ------------------ | ------------------ | ------------------ | ------------------ | ------------------ | ------------------ | ------------------ | ------------------ | --- | ------------------------- |
| Fallin' Up/¿Que Dices?                                              | 1997  | —                  | —                  | —                  | —                  | —                  | —                  | —                  | —                  | —                  | —                  | | Behind the Front          |
| Joints & Jam                                                        | 1998  | —                  | —                  | —                  | —                  | —                  | —                  | —                  | —                  | 53                 | —                  | | Behind the Front          |
| Karma                                                               | 1999  | —                  | —                  | —                  | —                  | —                  | —                  | —                  | 93                 | —                  | —                  | | Behind the Front          |
| BEP Empire/Get Original                                             | 2000  | —                  | —                  | —                  | —                  | —                  | —                  | —                  | —                  | —                  | —                  | | Bridging the Gap          |
| Weekends (featuring Esthero)                                        | 2000  | 100                | 93                 | —                  | —                  | —                  | —                  | —                  | —                  | —                  | —                  | | Bridging the Gap          |
| Request + Line (featuring Macy Gray)                                | 2001  | 85                 | 21                 | —                  | —                  | 63                 | —                  | 10                 | 86                 | 31                 | —                  | | Bridging the Gap          |
| Where Is the Love? (featuring Justin Timberlake)                    | 2003  | 1                  | 1                  | 1                  | 5                  | 8                  | 16                 | 1                  | 1                  | 1                  | 1                  | - ALL: Or - AUS : 2 × Platine - É-U : Or - R-U : Platine                                                                        | Elephunk                  |
| Shut Up                                                             | 2003  | 1                  | 1                  | 1                  | 1                  | —                  | 1                  | 1                  | 2                  | 2                  | 1                  | - ALL : Platine - AUS : 2 × Platine - AUT : Platine - É-U : Or - FRA : Or - R-U : Argent - SUI : Platine                        | Elephunk                  |
| Hey Mama                                                            | 2004  | 5                  | 4                  | 4                  | 9                  | 23                 | 18                 | 4                  | 5                  | 6                  | 3                  | - AUS : Or - É-U : Or | Elephunk                  |
| Let's Get It Started                                                | 2004  | 18                 | 2                  | 18                 | 2                  | 21                 | 7                  | 6                  | 11                 | 11                 | 13                 | - AUS : Platine - É-U : 3 × Platine                                                                                             | Elephunk                  |
| Don't Phunk with My Heart                                           | 2005  | 8                  | 1                  | 5                  | 2                  | 3                  | 7                  | 1                  | 2                  | 3                  | 3                  | - AUS : Platine - É-U : Or | Monkey Business           |
| Don't Lie                                                           | 2005  | 12                 | 6                  | 6                  | 26                 | 14                 | 7                  | 5                  | 7                  | 6                  | 11                 | - AUS : Or | Monkey Business           |
| My Humps                                                            | 2005  | 4                  | 1                  | 4                  | 1                  | 3                  | 11                 | 1                  | 4                  | 3                  | 3                  | - AUS : Platine - É-U : 2 × Platine                                                                                             | Monkey Business           |
| Pump It                                                             | 2006  | 19                 | 6                  | 14                 | 7                  | 18                 | 13                 | 2                  | 17                 | 3                  | 8                  | - AUS : Or | Monkey Business           |
| Boom Boom Pow                                                       | 2009  | 3                  | 1                  | 3                  | 1                  | 1                  | 4                  | 2                  | 10                 | 1                  | 4                  | - ALL : Or - AUS : 4 × Platine - CAN : 8 × Platine - É-U : 5 × Platine - R-U : Platine - SUI : Or                               | The E.N.D.                |
| I Gotta Feeling                                                     | 2009  | 3                  | 1                  | 1                  | 1                  | 1                  | 2                  | 1                  | 1                  | 1                  | 1                  | - ALL : Platine - AUS : 5 × Platine - CAN : Diamant - É-U : 8 × Platine - FRA : Platine - R-U : 2 × Platine - SUI : 2 × Platine | The E.N.D.                |
| Meet Me Halfway                                                     | 2009  | 1                  | 1                  | 4                  | 5                  | 7                  | 3                  | 3                  | 3                  | 1                  | 3                  | - ALL : Or - AUS : 3 × Platine - CAN : 2 × Platine - É-U : 2 × Platine - FRA : Platine - R-U : 2 × Platine - SUI : Or           | The E.N.D.                |
| Imma Be                                                             | 2009  | 49                 | 7                  | —                  | 5                  | 1                  | —                  | —                  | —                  | 55                 | —                  | - AUS : Platine - CAN : Platine - É-U : 2 × Platine                                                                             | The E.N.D.                |
| Rock That Body                                                      | 2010  | 10                 | 8                  | 7                  | 41                 | 9                  | 7                  | 16                 | 17                 | 11                 | 27                 | - AUS : Platine | The E.N.D.                |
| Missing You                                                         | 2010  | —                  | —                  | —                  | —                  | —                  | 19                 | —                  | —                  | —                  | —                  | | The E.N.D.                |
| The Time (Dirty Bit)                                                | 2010  | 1                  | 1                  | 1                  | 1                  | 4                  | 2                  | 1                  | 2                  | 1                  | 1                  | - ALL : 2 × Platine - AUS : 3 × Platine - É-U : 3 × Platine - FRA : Platine - SUI : 2 × Platine                                 | The Beginning             |
| Just Can't Get Enough                                               | 2011  | 9                  | 3                  | 2                  | 5                  | 3                  | 1                  | 4                  | 13                 | 3                  | 3                  | - ALL : Or - AUS : 3 × Platine - É-U : 3 × Platine - FRA : Or - SUI : Or                                                        | The Beginning             |
| Don't Stop the Party                                                | 2011  | 27                 | 16                 | 25                 | 18                 | 86                 | 3                  | 6                  | 75                 | 17                 | 25                 | - AUS : Platine - SUI : Or - R-U : Argent                                                                                       | The Beginning             |
| #Where's The Love? (featuring Justin Timberlake & The Artistes)     | 2016  | —                  | 15                 | —                  | —                  | —                  | —                  | 43                 | —                  | 47                 | 41                 | | single uniquement         |
| Street Livin'                                                       | 2018  | —                  | —                  | —                  | —                  | —                  | —                  | —                  | —                  | —                  | —                  | | Masters of the Sun Vol. 1 |
| Ring the Alarm, Pt.1, Pt.2, Pt.3                                    | 2018  | —                  | —                  | —                  | —                  | —                  | —                  | —                  | —                  | —                  | —                  | | Masters of the Sun Vol. 1 |
| Constant Pt. 1 & 2 (feat. Slick Rick)                               | 2018  | —                  | —                  | —                  | —                  | —                  | —                  | —                  | —                  | —                  | —                  | | Masters of the Sun Vol. 1 |
| Big Love                                                            | 2018  | —                  | —                  | —                  | —                  | —                  | 46                 | —                  | —                  | —                  | —                  | | Masters of the Sun Vol. 1 |
| Be Nice (featuring Snoop Dogg)                                      | 2019  | —                  | —                  | —                  | —                  | —                  | —                  | —                  | —                  | —                  | —                  | | single uniquement         |
| Mami (avec Piso 21)                                                 | 2019  | —                  | —                  | —                  | —                  | —                  | —                  | —                  | —                  | —                  | —                  | | single uniquement         |
| Explosion (featuring Anitta)                                        | 2019  | —                  | —                  | —                  | —                  | —                  | —                  | —                  | —                  | —                  | —                  | | single uniquement         |
| Ritmo (Bad Boys for Life) (featuring J. Balvin)                     | 2019  | 24                 | 100                | 67                 | 31                 | 26                 | 10                 | —                  | 72                 | 7                  | 6                  | - AUS: Or - AUT : Or - CAN : 3 × Platine - É-U : Platine - FRA : Platine - SUI : Platine                                        | Translation               |
| Mamacita (featuring Ozuna et J Rey Soul)                            | 2020  | 31                 | —                  | 44                 | 11                 | 62                 | 7                  | —                  | 6                  | —                  | 7                  | - AUT : Or - CAN : 2 × Platine - FRA : Platine - SUI : Platine                                                                  | Translation               |
| Feel the Beat (featuring Maluma)                                    | 2020  | —                  | —                  | —                  | —                  | —                  | 144                | —                  | 105                | —                  | 74                 | | Translation               |
| Vida loca (avec Nicky Jam et Tyga)                                  | 2020  | —                  | —                  | —                  | —                  | —                  | 68                 | —                  | —                  | —                  | —                  | | Translation               |
| Girl Like Me (avec Shakira)                                         | 2020  | —                  | —                  | —                  | 59                 | 67                 | 2                  | —                  | 32                 | —                  | 28                 | | Translation               |
| « — » indique que le single n'est pas sorti ou classé dans le pays. |       |                    |                    |                    |                    |                    |                    |                    |                    |                    |                    | |                           |

### Collaborations
| Titre                                                                          | Année | Meilleure position | Meilleure position | Meilleure position | Meilleure position | Meilleure position | Meilleure position | Album             |
| Titre                                                                          | Année | ALL                | AUT                | FRA                | IRL                | R-U                | SUI                | Album             |
| ------------------------------------------------------------------------------ | ----- | ------------------ | ------------------ | ------------------ | ------------------ | ------------------ | ------------------ | ----------------- |
| Mas que nada (Sérgio Mendes featuring The Black Eyed Peas)                     | 2006  | 9                  | 8                  | 40                 | 9                  | 1                  | 6                  | Timeless          |
| Shake Ya Boom Boom (Static & Ben El Tavori (en) featuring The Black Eyed Peas) | 2020  | —                  | —                  | —                  | —                  | —                  | —                  | single uniquement |

### Singles promotionnels
| Bebot                                                                            | 2006 | —  | —   | —  | Monkey Business   |
| Alive                                                                            | 2009 | 62 | 102 | 88 | The E.N.D.        |
| Do It Like This                                                                  | 2010 | —  | —   | —  | The Beginning     |
| Light Up the Night                                                               | 2010 | 99 | —   | —  | The Beginning     |
| Yesterday                                                                        | 2015 | —  | —   | —  | single uniquement |
| Get It                                                                           | 2018 | —  | —   | —  | single uniquement |
| No mañana (featuring El Alfa)                                                    | 2020 | —  | —   | —  | Translation       |
| « — » indique que le single promotionnel n'est pas sorti ou classé dans le pays. |      |    |     |    |                   |

*Don’t You Worry avec Shakira et David Guetta

### Autres chansons classées
| Gone Going (featuring Jack Johnson)                                    | 2006 | —  | — | 37 | —  | —  | Monkey Business |
| Showdown                                                               | 2009 | 66 | — | —  | —  | —  | The E.N.D.      |
| Love You Long Time                                                     | 2010 | —  | — | —  | —  | 36 | The Beginning   |
| Someday                                                                | 2011 | —  | — | 80 | —  | —  | The Beginning   |
| Whenever                                                               | 2011 | —  | — | —  | 14 | —  | The Beginning   |
| « — » indique que la chanson n'est pas sortie ou classée dans le pays. |      |    |   |    |    |    |                 |

## Vidéos

### Albums vidéo
| Titre                         | Détails de l'album                                                    | Certifications  |
| ----------------------------- | --------------------------------------------------------------------- | --------------- |
| Behind the Bridge to Elephunk | - Sortie : 14 septembre 2004 - Labels : A&M, Universal - Format : DVD | - AUS : Or      |
| Live from Sydney to Vegas     | - Sortie : 5 décembre 2006 - Labels : A&M - Format : DVD              | - AUS : Platine |

### Clips vidéo
| Titre                             | Année | Réalisateur                             |
| --------------------------------- | ----- | --------------------------------------- |
| Head Bobs                         | 1998  | Brian Beletic                           |
| Fallin' Up                        | 1998  | Brian Beletic                           |
| Joints & Jams                     | 1998  | Brian Beletic                           |
| Karma                             | 1998  | Brian Beletic                           |
| What It Is                        | 1999  | Brian Beletic                           |
| BEP Empire                        | 2000  | Brian Beletic                           |
| Weekends                          | 2000  | Brian Beletic                           |
| Request + Line                    | 2001  | Joseph Kahn                             |
| Get Original                      | 2001  | Anthony Mandler                         |
| Where Is the Love?                | 2003  | will.i.am                               |
| Shut Up                           | 2003  | The Malloys                             |
| Hey Mama                          | 2004  | Emily Robinson                          |
| Let's Get It Started              | 2004  | Francis Lawrence                        |
| The Apl Song                      | 2004  | Patricio Ginelsa                        |
| The Boogie That Be                | 2004  | Patricio Ginelsa                        |
| Don't Phunk with My Heart         | 2005  | The Malloys                             |
| Don't Lie                         | 2005  | The Saline Project                      |
| My Humps                          | 2005  | Fatima Robinson & Malik Sayeed          |
| Like That                         | 2005  | Syndrome/Nabil Elderkin                 |
| Pump It                           | 2006  | Francis Lawrence                        |
| Bebot                             | 2006  | Patricio Ginelsa                        |
| Union                             | 2006  | Patricio Ginelsa                        |
| Mas Que Nada                      | 2006  | Syndrome/Nabil Elderkin                 |
| Boom Boom Pow                     | 2009  | Mat Cullen, Mark Kudsi                  |
| I Gotta Feeling                   | 2009  | Ben Mor                                 |
| Meet Me Halfway                   | 2009  | Ben Mor                                 |
| Imma Be                           | 2010  | Rich Lee                                |
| Rock That Body                    | 2010  | Rich Lee                                |
| The Time (Dirty Bit)              | 2010  | Rich Lee                                |
| Just Can't Get Enough             | 2011  | Ben Mor                                 |
| Don't Stop the Party              | 2011  | Ben Mor                                 |
| Xoxoxo                            | 2011  | Pasha Shapiro & Ernst Weber             |
| Yesterday                         | 2015  | Pasha Shapiro, Alissa Torvinen          |
| Where's the Love?                 | 2016  | Michael Jurkovac                        |
| Street Livin'                     | 2018  | Pasha Shapiro                           |
| Ring the Alarm pt.1, pt.2, pt.3   | 2018  | Mazik Self                              |
| Get It                            | 2018  | Ben Mor                                 |
| Constant pt.1 pt.2                | 2018  | will.i.am & Ernst Weber                 |
| Big Love                          | 2018  | will.i.am                               |
| Dopeness                          | 2018  | NC                                      |
| Yes or No                         | 2018  | Shadae Lamar Smith                      |
| New Wave                          | 2018  | Shadae Lamar Smith                      |
| Back 2 Hiphop'                    | 2018  | Shadae Lamar Smith                      |
| Vibrations pt.1 pt.2              | 2019  | NC                                      |
| 4Ever                             | 2019  | Kevin Chao                              |
| Get Ready                         | 2019  | Kevin Chao                              |
| Be Nice                           | 2019  | Kevin Chao                              |
| eXplosion                         | 2019  | will.I.am, Pasha Shapiro & Ernst Weber  |
| RITMO (Bad Boys for Life)         | 2019  | Colin Tilley                            |
| RITMO (Bad Boys for Life) (Remix) | 2019  | Colin Tilley                            |
| Mamacita                          | 2020  | Director X                              |
| No Mañana                         | 2020  | will.i.am & Sterling Hampton            |
| Feel the Beat                     | 2020  | Ben Mor                                 |
| Action                            | 2020  | will.i.am, Pasha Shapiro et Ernst Weber |
| Vida Loca                         | 2020  | Ben Mor                                 |
| Shake Ya Boom Boom                | 2020  | Kevin Chao                              |
| The Love                          | 2020  | will.i.am & Sterling Hampton            |
| Girl Like Me                      | 2020  | Rich Lee                                |